# Clithon faba
Clithon faba е вид охлюв от семейство Neritidae. Видът не е застрашен от изчезване.

## Разпространение и местообитание
Разпространен е в Индонезия, Провинции в КНР, Сингапур, Тайван, Тайланд, Хонконг и Япония (Рюкю).
Обитава пясъчните дъна на сладководни и полусолени басейни, морета, реки, потоци и канали.